# Voldemar Konstantin Malmberg
Voldemar (Vladimir) Justus Konstantin Malmberg, född 1 december 1860 i Moskva i Ryssland, död 9 december 1921, var en rysk filolog och konsthistoriker. 
Voldemar Konstantin Malmberg var son till en handelsman. Han studerade från 1879 vid Kazans universitet och disputerade 1884, varefter han forskade vid Sankt Petersburg 1884–1887. Han var lärare på Kazans universitet 1888–1889, professor på Dorpats universitet 1890–1896 och professor på Moskvas universitet 1907–1921. 
Vid sidan av universitetsarbetet genomförde han arkeologiska undersökningar och ledde arbete på museer. 
Hans huvudsakliga arbetsfält var forntida grekisk kultur, men han skrev också om forntida egyptisk kultur, antikviteter i södra Ryssland och om Albrecht Dürers konst. His creative contribution to art criticism was appreciated in Russia and abroad. He was a member of the Imperial Russian Archaeological Society in St Petersburg, the Society of History and Antiquities in Odessa, the Associate Member of the Imperial Archaeological Commission and the German Archaeological Institute in Berlin, Rome and Athens. 
Han var chef för den antika avdelningen på Pusjkinmuseet i Moskva från dess öppnande 1912 och var sedan museets andra chef under den stormiga perioden under första världskriget. 